# Carapur
Carapur là một thị trấn thống kê (census town) của quận North Goa thuộc bang Goa, Ấn Độ.

## Nhân khẩu
Theo điều tra dân số năm 2001 của Ấn Độ, Carapur có dân số 5334 người. Phái nam chiếm 50% tổng số dân và phái nữ chiếm 50%. Carapur có tỷ lệ 76% biết đọc biết viết, cao hơn tỷ lệ trung bình toàn quốc là 59,5%: tỷ lệ cho phái nam là 83%, và tỷ lệ cho phái nữ là 69%. Tại Carapur, 11% dân số nhỏ hơn 6 tuổi.